# 通産省4人組事件
通産省四人組事件（つうさんしょうよにんぐみじけん）とは、通商産業省の人事をめぐる抗争である。通産省内部の派閥抗争にとどまらず、自由民主党と新生党の代理戦争の性格もあったとされる（一六戦争）。
抗争ないし事件の中心に4人の官僚がいたとされ、その名がついた。

## 概要
1993年7月に行われた第40回衆議院議員総選挙の結果、自由民主党は野党に転落し、同年8月に発足した細川護煕率いる連立政権・細川内閣では、新生党所属で小沢一郎に近い熊谷弘が通産相に就任した。通産省では、1993年6月に棚橋祐治事務次官が退任した後、棚橋を批判する怪文書が関係者にばら撒かれていた。
1993年12月、熊谷弘通産相が、棚橋祐治前次官に近いとされ、事務次官への昇格を目前にしていた内藤正久産業政策局長に辞職を求めた。辞職要求の理由の1つとして、同年1月に通産省職員の棚橋泰文（当時の事務次官棚橋祐治の長男）が第40回衆議院議員総選挙に出馬するため退官する直前に大臣官房総務課企画官に就いた箔付け人事に関する、当時官房長であった内藤の責任が挙げられていた。この異例の人事をめぐって騒動に発展するなか、内藤は、同年12月21日に熊野英昭事務次官に辞表を提出し、同月24日付で退官した。この人事は、反棚橋派であった4人の官僚（高島章環境立地局長、細川恒基礎産業局長、中野正孝国際経済部長、伊佐山建志経済協力部長（いずれも肩書は当時のもの））が仕掛け、謀略に関わったとされた。
その後、1994年6月に自社さ連立政権が発足して自民党が政権に返り咲くと、4人組は次々と通産省を去り、伊佐山が1999年に退官してやっと抗争にピリオドが打たれた。

## その他
本事件を題材にした小説作品として、高杉良『烈風　小説通産省』（講談社、1995年／文春文庫、2011年）、高杉良『局長罷免―小説通産省』（講談社文庫、1998年）、嵯峨野源『通産官僚の暗闘』（国際商業出版、1995年）がある。

## 関連人物
- 内田元亨
- 牧野力
- 渡辺修